# Physostigmin
Physostigmin ist ein Indolalkaloid.  Es wird in der Medizin bei bestimmten postoperativ auftretenden Störungen und als Gegenmittel bei Vergiftungen mit parasympatholytisch wirkenden Substanzen, die ein anticholinerges Syndrom bedingen, eingesetzt und ist etwa im Präparat Anticholium als Physostigminsalicylat enthalten.

## Vorkommen

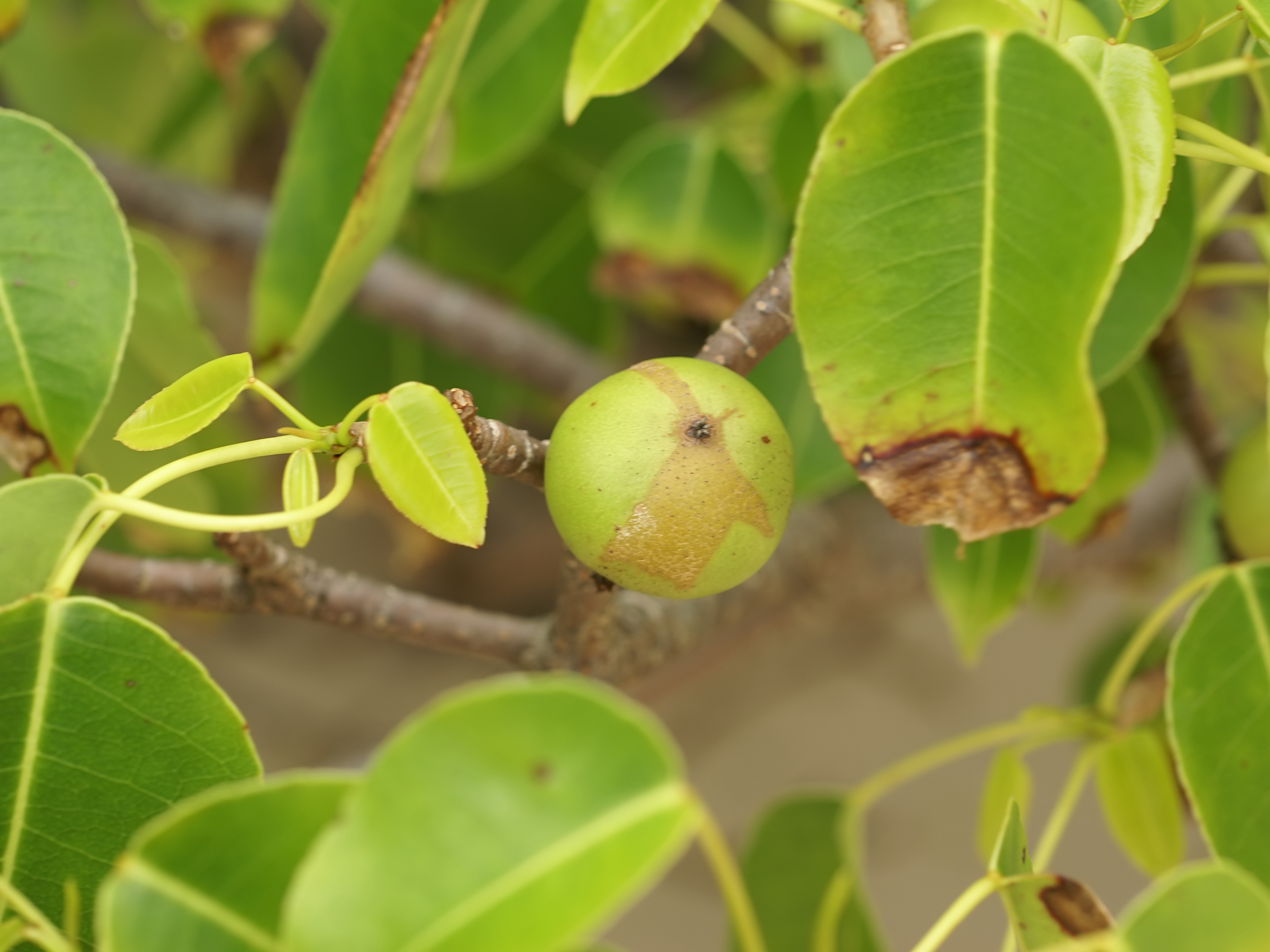
Manchinelbaum (Hippomane mancinella)

Die Samen der Kalabarbohne (Physostigma venenosum) und die Früchte des Manchinelbaums (Hippomane mancinella) enthalten Physostigmin.

## Klinische Angaben
Physostigmin ist ein indirektes Parasympathomimetikum (Cholinergikum), d. h. es verstärkt die Wirkung des parasympathischen Nervensystems im Körper. Physostigmin verzögert als Acetylcholinesterase-Hemmer den Abbau von Acetylcholin und wirkt durch die Erhöhung der Acetylcholinkonzentration am Rezeptor indirekt parasympathomimetisch.
Am Herzen führt es zu einer Frequenzsenkung, an den Augen zu einer Miosis (Engstellung der Pupille), an den Bronchien zu einer Verengung und am Darm zu einer Anregung der Peristaltik.
Auch an der motorischen Endplatte entfaltet es seine Wirkung. Physostigmin ist ein tertiäres Amin und kann auf Grund seiner Struktur im Gegensatz zu den quartären Aminen wie z. B. Neostigmin die Blut-Hirn-Schranke überwinden und im ZNS seine Wirkung entfalten.
Aus diesem Grunde wird es zur Behandlung des zentralen anticholinergen Syndroms (ZAS) eingesetzt, einer postoperativ auftretenden Störung, die durch etliche Anästhetika und in der Anästhesie verwendete Medikamente hervorgerufen werden kann.
Ferner wurde der Einfluss von Physostigmin auf bestimmte Phasen in einem septischen Geschehen untersucht. So konnte gezeigt werden, dass das Immunsystem und das Zentralnervensystem (ZNS) sich gegenseitig beeinflussen können.
Der als „cholinergic antiinflammatory pathway (CAP)“ beschrieben efferenter Teil eines inflammatorischen Reflexbogens ist ein Mechanismus der neuronalen Inflammationskontrolle. So können Cholinesteraseinhibitoren durch Aktivierung des „cholinergic antiinflammatory pathway“ über das    autonome Nervensystem die Freisetzung proinflammatorischer Zytokine  in den Makrophagen hemmen.
Über den efferenten Anteil des Nervus vagus, dem Neurotransmitter Acetylcholin und der α7-Subunit des nikotinischen Acetylcholinrezeptors werden also Zellen des Immunsystems erreicht.
Sogenannte proinflammatorische Zytokine induzieren eine gesteigerte Freisetzung von Corticotropin-Releasing-Hormon (CRH) oder Arginin-Vasopressin (AVP) im Hypothalamus sowie des adrenocorticotropem Hormons (ACTH)  in der Hypophyse. Die hierdurch verursachte gesteigerte Kortisolfreisetzung entfaltet ihre antiinflammatorische Wirkung durch Suppression der NF-κB-Aktivierung und durch Aktivierung antiinflammatorischer Zytokine.
Im Plexus coeliacus erfolgt wahrscheinlich die Weitergabe der Information an postsynaptische sympathische Nervenfasern, die zur Milz ziehen und dort auf Zellen des Immunsystems einwirken.
Cholinesterase-Inhibitoren, wie das Physostigmin, führen in der experimentellen Sepsis zu antiinflammatorischen Effekten, wenn sie frühzeitig verabreicht werden.

## Pharmakologische Eigenschaften

### Anwendung
Physostigmin wird als Gegenmittel bei Vergiftungen bzw. Überdosierungen durch
- Atropin, Hyoscyamin, Scopolamin (Tropanalkaloide), Strychnin
- Amphetamine,
- Trizyklische Antidepressiva,
- Phenothiazine,
- Benzodiazepine,
- Antihistaminika
- den chemischen Kampfstoff 3-Chinuclidinylbenzilat

und zur Behandlung von zentralen anticholinergen Syndromen eingesetzt.
Weiterhin dient Physostigmin in der Augenheilkunde als Miotikum zur Pupillenverengung nach Verabreichung von Atropin zur Pupillenerweiterung, zur medikamentösen Therapie von Glaukomen sowie zur Senkung des Augeninnendrucks.
Andere Acetylcholinesterasehemmstoffe wie z. B. Donepezil, Rivastigmin oder Galantamin werden zur Behandlung der Demenz eingesetzt.
Physostigmin und das ähnliche Carbamat Pyridostigmin werden zur Prophylaxe gegen Vergiftungen mit chemischen Kampfstoffen auf Cholinesteraseinhibitor-Basis, so genannten Nervenkampfstoffen, eingesetzt.

### Nebenwirkungen
Als Nebenwirkungen können auftreten:
- anaphylaktische Reaktion

- Bei Überdosierung:
  - Bradykardie
  - Hypersalivation
  - Erbrechen
  - Krampfanfall
  - Miosis

### Gegenanzeigen
Physostigmin darf bei folgenden Krankheiten nicht verwendet werden:
- Asthma bronchiale,
- schweren peripheren Durchblutungsstörungen
- koronarer Herzerkrankung
- Harnverhalt oder Verstopfung durch eine mechanische Ursache
- Morbus Parkinson

Die gleichzeitige Gabe von anderen Cholinesterasehemmern muss wegen einer gegenseitigen Wirkungsverstärkung unterbleiben.

## Handelsnamen
Monopräparate
Anticholium (D, A), enthält Physostigminsalicylat
ehemalige Kombinationspräparate
Eucard (D)